# 法専寺 (常陸大宮市)
法専寺（ほうせんじ）は、茨城県常陸大宮市にある浄土真宗本願寺派の寺院。

## 前史
当寺の開基の明法は、平宗盛の子といわれている。なお、当寺の寺伝によれば、宗盛の次男平能宗としている。壇ノ浦の戦いにおいて平家が滅亡した後は、修験道を究め、修験者「弁円」として、日本全国にその名を轟かせた。弁円は佐竹氏第3代当主佐竹秀義に招かれ、現在の当寺の一帯を寺領500石として与えられ、修験道の寺院「法徳院」を創建した。ところが、浄土真宗宗祖親鸞が常陸国を拠点としたことで加持祈祷に訪れる参拝者が減少した。弁円はこれに憤慨し、親鸞を殺害しようとして稲田草庵（現・西念寺）に押し入った。弁円は親鸞と対面したところ、たちまちに改心して親鸞に弟子入りすることになり、「明法」に名を改めた。

## 歴史
明法は5年間親鸞に師事し、1226年（嘉禄2年）に法徳院の寺領に寺を創建した。これが当寺の起源である。

## 交通アクセス
- 玉川村駅より徒歩21分。